# Záborské
Záborské este o comună slovacă, aflată în districtul Prešov din regiunea Prešov. Localitatea se află la altitudinea de 327 m deasupra n.m., se întinde pe o suprafață de 5,37 km2 și în 2017 număra 879 de locuitori.

## Istoric
Localitatea Záborské este atestată documentar din 1303.

## Demografie
| An:                | 1994 | 2004    | 2014    | 2024    |
| ------------------ | ---- | ------- | ------- | ------- |
| Număr de persoane: | 404  | 509     | 711     | 1219    |
| Diferență:         |      | +25,99% | +39,68% | +71,44% |

| An:                | 2023 | 2024   |
| ------------------ | ---- | ------ |
| Număr de persoane: | 1204 | 1219   |
| Diferență:         |      | +1,24% |